# Jürgen Brauer
Jürgen Brauer (* 6. November 1938 in Leipzig) ist ein deutscher Kameramann, Filmregisseur und Drehbuchautor.

## Leben und Werk
Jürgen Brauer ist der Sohn des Schuhmachers Hermann Brauer und seiner Ehefrau Gertrud. Nach dem Abitur nahm er 1956 ein Studium der Physik an der Technischen Hochschule Dresden auf und besuchte da u. a. Vorlesungen in wissenschaftlicher Fotografie. Später arbeitete er etwa ein Jahr als optischer Rechner im VEB Kamera-Werke Niedersedlitz, bis er 1958 ein Studium an der Deutschen Hochschule für Filmkunst in Potsdam-Babelsberg im Fachbereich Kamera aufnahm, das er 1962 mit einem Diplom beendete. Danach ging der Diplom-Kameramann zur DEFA, wo er zunächst diverse Kurzfilme der satirischen „Stacheltier“-Reihe, mit Horst Seemann als Regisseur, verfilmte.
1965 führte er erstmals die Kamera in einem Spielfilm, in Heiner Carows Kinderfilm Die Reise nach Sundevit. Sowohl mit Carow als auch mit Seemann arbeitete Brauer in der Folgezeit bei mehreren Filmproduktionen zusammen. Seine größten Erfolge als Kameramann hatte Brauer in den 1970er Jahren, so mit Carows Die Legende von Paul und Paula (1972), Ikarus (1975) und Bis daß der Tod euch scheidet (1978), mit Frank Beyers Das Versteck (1978) und mit Die Verlobte (1980) von Günter Reisch und Günther Rücker.
Kurz vor Drehbeginn an der Wellm-Verfilmung Pugowitza, bei der der ursprüngliche Regisseur 1980 aufgab, wurde Brauer kurzerhand als Regisseur verpflichtet, so dass er mit Unterstützung Heiner Carows sein Debüt als Filmregisseur feierte. Seine zweite Regiearbeit Gritta von Rattenzuhausbeiuns, eine Adaption des Märchenromans von Gisela und Bettina von Arnim, entstand 1985. Ein Jahr später inszenierte er gemeinsam mit Günther Rücker den Film Hilde, das Dienstmädchen, in dem er neben der Co-Regie auch für die Kamera verantwortlich war. Weitere Filmarbeiten schlossen sich an.
Seit 1984 lehrte Brauer auch als Dozent an der Hochschule für Film und Fernsehen „Konrad Wolf“ in Potsdam-Babelsberg.
Nach der Wende arbeitete Brauer verstärkt für das Fernsehen. So führte er bei mehreren Folgen der Reihen Tatort, Polizeiruf 110 und Der Fahnder Regie. Bei der ARD-Serie In aller Freundschaft gehörte er von 1999 bis 2013 zum festen Regieteam und inszenierte mehr als 130 Folgen.

## Ehrungen
- 1970 erhielt er als Kameramann des Drehteams des Films Unterwegs zu Lenin den Nationalpreis der DDR III. Klasse für Kunst und Literatur.
- 1979 erhielt er die Johannes-R.-Becher-Medaille in Gold.
- 1980 erhielt er den Nationalpreis der DDR I. Klasse für Kunst und Literatur.
- 1987 erhielt er den Heinrich-Greif-Preis.
- 1987 wurde sein Spielfilm Gritta von Rattenzuhausbeiuns auf dem Nationalen Kinderfilmfestival der DDR in Gera mit dem Findlingspreis ausgezeichnet[2].

## Filmografie (Auswahl)

### Kameramann
- 1963: Der Dieb von San Marengo
- 1963: Engel, Sünden und Verkehr
- 1964: Peterle und die Weihnachtsgans Auguste
- 1965: Jeder hat seine Geschichte (Fernsehfilm)
- 1966: Die Reise nach Sundevit
- 1967: Ein Lord am Alexanderplatz
- 1968: Schüsse unterm Galgen
- 1968: Die Russen kommen
- 1969: Der Weihnachtsmann heißt Willi
- 1970: Unterwegs zu Lenin
- 1971: Karriere
- 1972: Trotz alledem!
- 1972: Januskopf
- 1973: Die Legende von Paul und Paula
- 1974: Suse, liebe Suse
- 1975: Ikarus
- 1977: Das Versteck
- 1978: Ich zwing dich zu leben
- 1978: Der Übergang
- 1979: Bis daß der Tod euch scheidet
- 1979: Lachtauben weinen nicht
- 1980: Die Verlobte
- 1980: Pugowitza
- 1983: Fariaho
- 1984: Gritta von Rattenzuhausbeiuns
- 1986: Hilde, das Dienstmädchen
- 1988: Das Herz des Piraten
- 1989: Lebe wohl, Joseph
- 1990: Sehnsucht
- 1991: Tanz auf der Kippe
- 1992: Hier und Jetzt
- 1993: Anna annA
- 1997: Lorenz im Land der Lügner

### Regie
- 1980: Pugowitza
- 1984: Gritta von Rattenzuhausbeiuns
- 1986: Hilde, das Dienstmädchen
- 1988: Das Herz des Piraten
- 1990: Sehnsucht
- 1991: Tanz auf der Kippe
- 1992: Hier und Jetzt
- 1993: Anna annA
- 1997: Lorenz im Land der Lügner
- 1998: Tatort – Blick in den Abgrund
- 1999–2013: In aller Freundschaft
- 2002: Polizeiruf 110: Der Spieler
- 2008: Polizeiruf 110: Keiner schreit